# 目黒貴子
目黒 貴子（めぐろ あつこ、1969年4月30日 - ）は、日本の女性フリーアナウンサー、タレント。福島県出身。
夫は占い師の鳥海伯萃。

## 経歴・人物
東京女子体育大学体育学部出身。
デビュー時の所属事務所はバンタン。その後、ジョイスタッフ、シャベールに在籍。
2000年3月25日までテレビ東京の『土曜競馬中継』でリポーターを務めた。
同年4月1日から『中央競馬ワイド中継』のリポーターとなる。2003年10月4日以降、土曜日の放送ではキャスターを担当。2008年4月から日曜日のリポーターを赤見千尋に譲り、土曜日のみの出演となった（「アツアツリポート」のコーナーがない場合）。
その他にも2002年10月5日から2004年12月25日までフジテレビの深夜番組『あしたのG』のホースレディーを務めた。また、デイリースポーツの毎週土曜日朝刊に競馬予想を連載している。
特技はスキー、ゴルフ、テニス、競馬、フットサル。

## 出演作品
- ぜっぴんTV（テレビ東京、リポーター）
- 女流棋士トーナメント（MXテレビ、司会者）
- さわやか彩の国（テレビ東京、リポーター）
- 昼どきっ!見聞録（テレビ東京、リポーター）
- 酔いどれない競馬（フジテレビ739）
- あしたのG（フジテレビ）
- うまッチ!（フジテレビ）